# STS-61-A
（原先编号STS-30，也被称为D-1）是历史上第二十二次航天飞机任务，也是的第九次太空飞行。

## 任务成员
- 亨利·哈特斯菲尔德（Henry W. Hartsfield，曾执行、任务），指令长
- 斯蒂芬·纳格尔（Steven R. Nagel，曾执行、以及任务），飞行员
- 波妮·唐巴尔（Bonnie J. Dunbar，曾执行、以及任务），任务专家
- 詹姆斯·布克利（James Buchli，曾执行、以及任务），任务专家
- 圭恩·布鲁福德（Guion Bluford，曾执行、以及任务），任务专家
- 雷恩哈德·弗瑞尔（Reinhard Furrer，德国宇航员，曾执行任务），有效载荷专家
- 恩斯特·梅瑟施米德（Ernst Messerschmid，德国宇航员，曾执行任务），有效载荷专家
- 乌波·欧克斯（Wubbo Ockels，荷兰宇航员，曾执行任务），有效载荷专家

## 替补有效载荷专家
- 乌尔夫·默博尔德（Ulf Merbold，西德宇航员，曾执行、以及任务）